# SK-BR-3
SK-BR-3是在1970年由紀念斯隆-凱特琳癌症中心的科研人員分離的人類乳癌細胞系，目前應用於乳癌治療方案的研究，尤其是在靶向HER2/neu的研究。

## 特徵

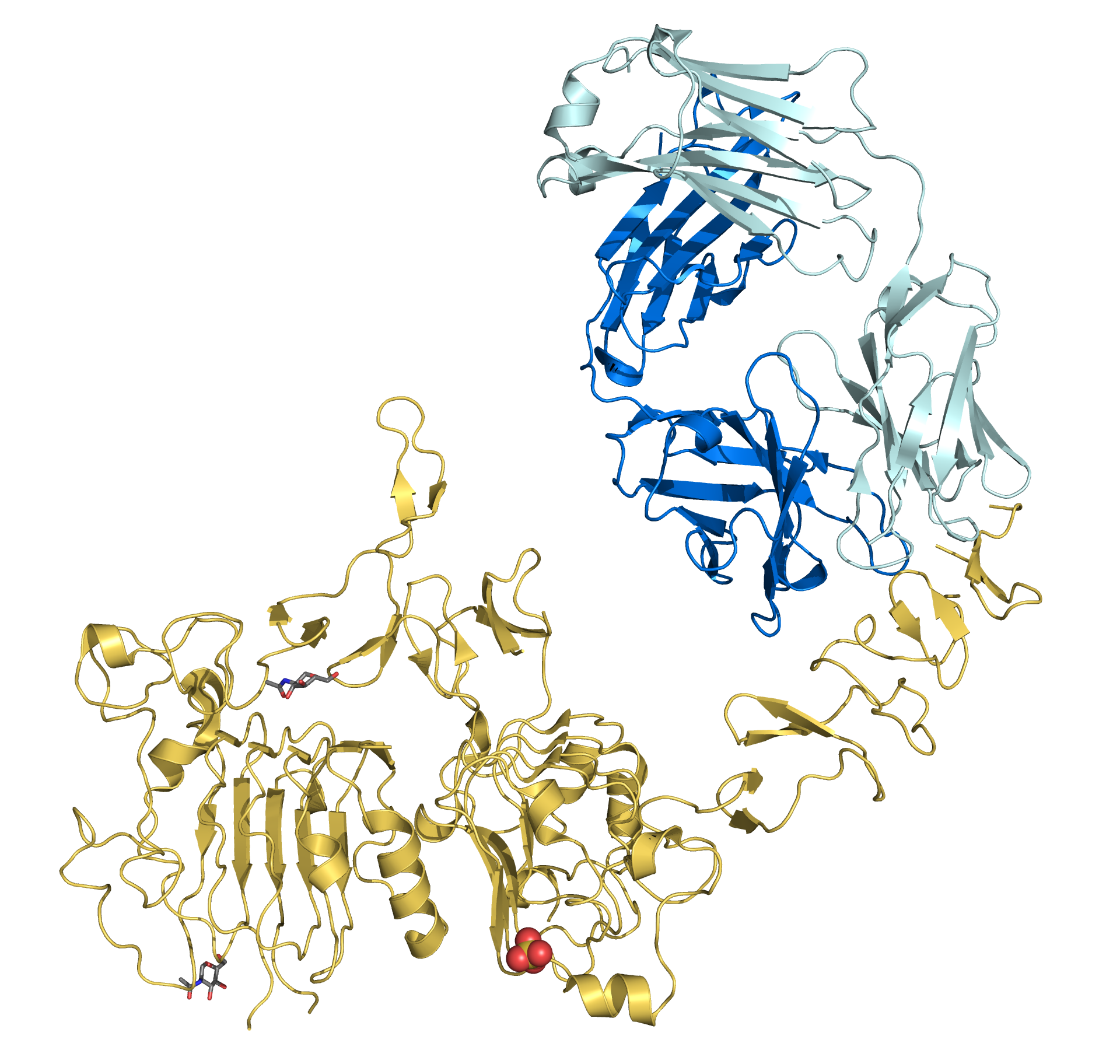
HER2/neu產物在SkBr3細胞中過表達

SK-BR-3細胞與AU565細胞分離自同一名曾接受過放射及5-氟尿嘧啶等治療的患者。SK-BR-3細胞源自於一名43歲白人女性患者體內，由乳癌引起的胸腔積液，並且過度表達着HER2/neu產物，而該產物被認為與多種乳癌增殖的途徑有關。SK-BR-3細胞已知會以葡萄狀簇 （grape-like clusters）的形式生長，其侵襲性表型與體內細胞類似。

## 科研用途
SK-BR-3細胞已用於尋求能克服曲妥珠單抗對乳腺癌 （過度表達人類表皮生長因子受體2）的抵抗力的研究。而且有科研人員已經檢查了該細胞系在CRISPR/Cas9基因編輯與轉染中的抗體抗性，以及在微環境存在波動的情況下，基於HER2/neu的癌症治療中的應用。

## 外部連結
- Cellosaurus entry for SK-BR-3（页面存档备份，存于）